# Leonardo Boff
Leonardo Boff, né le 14 décembre 1938 à Concórdia dans l'État de Santa Catarina (Brésil), est l'un des chefs de file de la théologie de la libération au Brésil dans les années 1970-1980. Il est récipiendaire du prix Nobel alternatif en 2001.

## Biographie
Leonardo Boff, est le petit-fils d'immigrants italiens de Vénétie, partis au Rio Grande do Sul à la fin du XIXe siècle. 
Il a un frère, Clodovis (en) (né en 1944), prêtre catholique de l'ordre des Servites de Marie (osm). Sous son influence, celui-ci adhère à la théologie de la libération, qu'il accuse publiquement, à partir de 2007, d'avoir détourné l'Église du Christ et « instrumentalisé la foi » à des fins politiques.

### Formation
Après des études à Concórdia, Rio Negro (Paraná), et Agudos (São Paulo), il étudie la philosophie à Curitiba (Paraná), et la théologie à Petrópolis (Rio de Janeiro). Il rejoint l'ordre des frères mineurs franciscains en 1959 et reçoit son doctorat en philosophie et théologie de l'université de Munich, en 1970. Sa thèse, L'Église comme sacrement dans l’expérience du monde (« Die Kirche als Sakrament im Horizont der Welterfahrung » dans l'original allemand, langue qu'il parle couramment), était dirigée par Karl Rahner, un jésuite fortement influencé par Heidegger. Il y a obtenu son doctorat en dogmatique en 1970, sous la direction de Leo Scheffczyk ; le deuxième rapporteur de la thèse était Joseph Ratzinger.

### Théologien de la libération
De 1970 à 1992, il est professeur de théologie systématique et œcuménique à l'Institut théologique franciscain de Petrópolis, et dans plusieurs universités brésiliennes.
De 1970 jusqu'à 1985, il participe, aux côtés de Rose Marie Muraro, au conseil de rédaction d'Editora Vozes et à la coordination, ainsi qu'à la publication de la collection : « Théologie et Libération ». Il dirige l'édition des œuvres complètes de C. G. Jung. Il est le rédacteur en chef de la revue Eclesiástica Brasileira de 1970 à 1984, de la revue Cultura Vozes de 1984 à 1992 et de la Revue Internacional la Consultation » de 1970 à 1995.
En 1984, la Congrégation pour la doctrine de la foi, présidée par le cardinal Ratzinger, convoque Leonardo Boff au Vatican, à Rome, en raison de ses thèses liées à la théologie de la libération exposée dans son livre l'Église : charisme et pouvoir. En 1985, il est sanctionné par les autorités doctrinales du Vatican, en raison du lien organique entre théologie de la libération et marxisme; elles lui intiment « silence et obéissance ».
À la différence, toutefois, de la procédure « extraordinaire » enclenchée contre le théologien français Jacques Pohier, Léonardo Boff n'est soumis qu'à une procédure « ordinaire ». Il peut ainsi rester prêtre, et reste actif au sein de l'Église au Brésil.
En 1992, face à sa désobéissance à ses supérieurs franciscains et aux attaques répétées envers le pape Jean-Paul II, avant d'être définitivement interdit d'exercer la prêtrise il quitte le sacerdoce et passe à vivre sans être marié avec Marcia Maria Monteiro de Miranda. Il est aussi devenu « le père par affinité » d'une fille et cinq fils, et le grand-père de Marina, Eduardo et Maira.

## Écologie
Dans son allocution au troisième Forum mondial théologie et libération, à Belém en janvier 2009, Leonardo Boff se déclare partisan de l'hypothèse Gaïa du scientifique James Lovelock, qui soutient que la terre fonctionne comme un super-organisme auto-régulé . « L'écologie doit être comprise non pas comme un procédé technique de gestion des ressources, mais un art, un nouveau paradigme de la relation des êtres humains à la terre et la nature », déclare Léonardo Boff. « Sinon, la terre va continuer, mais sans nous, sans êtres humains. »
En 2010, il s'oppose publiquement, comme de nombreuses autres personnalités, au barrage de Belo Monte.
Leonardo Boff fait partie des théologiens de la libération qui ont évolué vers les thématiques de l'environnement, après leurs années plus marxistes. Boff fut ainsi l'un des principaux artisans de l'encyclique Laudato si' du pape François et en aurait rédigé de larges parties, comme le confirment les fax échangés entre lui et le pape durant la rédaction de ce texte fondateur de l'écologie (ces échanges ont été révélés par Frédéric Martel dans son livre Sodoma et sur France Culture). 

## Reconnaissance
- Leonardo Boff reçoit un doctorat honoris causa de la Faculté de théologie de l'université de Neuchâtel le 7 novembre 2009[6].
- Médaille Carl Friedrich von Weizsäcker (2016)

## Citation
« La solidarité, la compassion, la communion et d'amour. Ces valeurs et les pouvoirs intérieurs peuvent jeter les bases d'un nouveau paradigme de la civilisation, la civilisation de l'humanité réunie dans la maison commune, sur la Planète Terre... Notre mission est de célébrer la grandeur de la Création. »

— Leonardo Boff, Discours d'acceptation du prix Nobel alternatif 9 décembre 2001
.

## Œuvres
Leonardo Boff est l'auteur de best-sellers ou coauteur de plus de soixante livres publiés dans plus de vingt pays ; une partie de ses écrits est traduite en français :
- Leonardo Boff, Témoins de Dieu au cœur du monde : la vie religieuse, expérience actuelle, Centurion, 2 février 1982 (ISBN 978-2-227-31036-0)
- Leonardo Boff, Jésus-Christ, le libérateur, Cerf / Traditions Chrétiennes, 1 janvier 1983 (éd. originale publiée en 1971), 269 p. (ISBN 978-2-204-01988-0)
- Leonardo Boff, Chemin de Croix de la justice, Pour quoi je vis, 1984, 83 p. (ISBN 978-2-89088-144-0)
- Leonardo Boff, Eglise, charisme et pouvoir, la théologie de la libération, Lieu commun / Spiritualité, 1er février 1985, 288 p. (ISBN 978-2-86705-036-7)
- Leonardo Boff, François d'assise, force et tendresse. une lecture à partir des pauvres, Le Cerf / Theologies, 1er avril 1986, 297 p. (ISBN 978-2-204-02479-2)
- avec Clodovis Boff, Qu'est-ce que la théologie de la libération ?, Cerf, collection "Foi vivante", n° 223, 1987[7]
- Leonardo Boff, Trinité et société, Le Cerf / Libération, 7 novembre 1990, 297 p. (ISBN 978-2-204-04207-9)
- Leonardo Boff, La Nouvelle Évangélisation : perspectives des opprimés, Le Cerf / Théologies, 23 septembre 1992, 176 p. (ISBN 978-2-204-04573-5)
- Leonardo Boff, La terre en devenir : une nouvelle théologie de la libération, Éditions Albin Michel / Paroles vives, 4 novembre 1994, 259 p. (ISBN 978-2-226-07552-9)
- Leonardo Boff, Je m'explique : Entretiens avec Christian Dutilleux, Desclée de Brouwer, 16 novembre 1994, 138 p. (ISBN 978-2-220-03571-0)
- Leonardo Boff, Plaidoyer pour la paix. Une nouvelle lecture de la prière de saint François, Fides, mai 2002, 128 p. (ISBN 978-2-7621-2376-0)

Avec Mark Hathaway
- The Tao of Liberation: Exploring the Ecology of Transformation, édition Orbis Book, 2009  (ISBN 978-1570758416)